# Fauville
Fauville é uma comuna francesa na região administrativa da Normandia, no departamento de Eure. Estende-se por uma área de 3,34 km². Em 2010 a comuna tinha 360 habitantes (densidade: 107,8 hab./km²).